# Stephen Cole Bruner
Stephen Cole Bruner (ur. 18 sierpnia 1891 w Raleigh, zm. 27 sierpnia 1953 w Loma Lindzie) – amerykański entomolog, fitopatolog, mykolog i ornitolog.

## Życiorys
Urodził się w 1891 roku w stolicy Karoliny Północnej, jako syn Thomasa K. Brunera i Belle Boyden Bruner. Jego ojciec przez 25 lat był sekretarzem lokalnej Rady Rolnictwa oraz brał udział organizowaniu miejscowego College of Agriculture and Engineering, wcielonego później przez uniwersytet stanowy. Stephen uczęszczał do tego koledżu, kończąc go w 1912 roku z tytułem bakałarza rolnictwa ze specjalizacją w fitopatologii i zoologii. Do 1915 roku pracował z Zeno P. Metcalfem w komisji Biura Przemysłu Roślinnego. W 1915 roku wyjechał na Kubę, gdzie w październiku podjął zatrudnienie na stanowisku adiunkta fitopatologii w stacji badawczej Estación Experimental Agronómica w Santiago de las Vegas. W 1919 roku awansował na kierownika Wydziału Fitopatologii i Entomologii tejże stacji, pozycję tę zachował do 1953 roku. W 1920 roku odbył podróż do Portoryka.

## Praca naukowa
Wniósł wkład w hemipterologię, m.in. opisując nowe dla nauki taksony pluskwiaków, w tym 31 nowych rodzajów. Intensywnie zajmował się entomologią stosowaną, w tym biologicznymi metodami zwalczania szkodników oraz ustalaniem zasad kwarantanny. W 1945 roku opublikował wspólnie z L.C. Scaramuzzą i A.R. Ortero Catalogo de insectos que atacan a las plantas econômicas de Cuba, pozycję która przyniosła mu międzynarodowy rozgłos. Ponadto specjalizował się w fitopatologii i mykologii. Opisał kilka nowych chorób roślin i gatunków grzybów je wywołujących, w tym Cryphonectria cubensis powodującą chorobę eukaliptusa. 
Inną z pasji Stephena była ornitologia. W wieku 11 lat skompletował zbiór ptaków Karoliny Północnej, który przekazał miejscowemu uniwersytetowi. Podczas pobytu na Kubie również zgromadził zbiór ornitologiczny, który potem przekazał Uniwersytetowi w Hawanie.

## Uhonorowanie
W 1929 roku otrzymał doktorat honoris causa od Uniwersytetu Stanu Karolina Północna. W 1944 roku odznaczony został przez rząd Kuby Orderem za zasługi dla rolnictwa i przemysłu (Orden del Mérito Agrícola e Industrial).
Na jego cześć nazwano m.in. rodzaje Brunerella i Stephembruneria.